# Paul Naudon
Pour les articles homonymes, voir Naudon.
Paul Naudon, né le 16 avril 1915 dans le 10e arrondissement de Paris et mort le 30 octobre 2001 à Cannes,, est un docteur en droit et historien français. Il est l’auteur de plusieurs ouvrages sur la franc-maçonnerie.

## Biographie
En 1964, avec Jean Tourniac, Pierre Mariel, Jean Saunier, Jean Baylot et d'autres, il fonde la loge d'étude et de recherches de la Grande Loge nationale française « Villard de Honnecourt »  N. 81.

## Principales publications
- Rabelais franc-maçon, Essai sur la philosophie de Pantagruel, La Balance, 1954
- La franc-maçonnerie chrétienne : la tradition opérative, l'Arche royale de Jérusalem, le Rite écossais rectifié, Dervy, 1970
- Histoire générale de la franc-maçonnerie, Office du Livre, 1981 (réimpr. 2000) (ISBN 978-2-8264-0107-0)
- Les origines de la franc-maçonnerie, Dervy, 1998 (ISBN 978-2-85076-974-0)
- La franc-maçonnerie, PUF, coll. « Que sais-je », 2002, 127 p. (ISBN 2-13-052489-3). Paul Naudon publie de nombreuses éditions, de 1963 (1ère édition) à 2002. L'édition de 1988 est la 11ème édition.
- Histoire, rituels et tuileur des hauts grades maçonniques, Dervy, 2003, 510 p. (ISBN 978-2-84454-197-0).
- Les loges de Saint-Jean, Dervy, 1999 (ISBN 978-2-84454-030-0)
- Les origines religieuses et corporatives de la franc-maçonnerie : 5e édition revue et complétée, Dervy, 1984